# 小池清通
小池清通（こいけ きよみち、1959年4月4日 - ）は、アメリカ合衆国在住の日本人写真家。コロラド州デンバーを中心に米国中西部、西部の大自然を写真を通して捉えメッセージを送っている。

## 経歴
静岡県浜松市生まれ。高校卒業後の就職を断念し、一浪を経て愛知大学へ進学。卒業後1983年春渡米永住。地元日系人社会に助けられながら旅行業を営みコロラドの魅力を紹介する。2001年9月同時多発テロ事件を契機に写真家として活動を開始。2007年にプロ写真家デビューした自然愛好家。2011年4月公益社団法人 日本写真家協会正会員入会。恵まれたアメリカ西部ロッキー山脈、コロラドプラトー（コロラド高原）地域の大自然とのつながりを求めて撮影活動を続ける。その中でも砂漠という生態系に引き寄せられ大きなテーマとして取り組んでいる。
2006年に30点組写真によるコンテスト「前田真三賞」に募集し最終選考作品として評価される。（同年受賞者なし）自分の位置を確信し、2007年富士フォトサロン（東京・大阪）での写真展｢大砂丘の声｣開催を期にプロ写真家活動。2008年写真集「大砂丘の声」（風景写真社）出版。2010年3月富士フォトサロン（東京・大阪）にて写真展「砂漠の精霊たち」を開催。米国ではコロラド州デンバー国際空港にて「砂の芸術」展示会に出展、同州アラモサでの写真展出展。砂漠に魅せられ北米大陸の大自然とのつながりを通して、自然とのつながりの大切さを伝える。

### 略歴
- 1959年4月4日 静岡県浜松市生まれ
- 1978年 静岡県立浜松商業高等学校貿易科卒業
- 1983年 愛知大学英文学科卒業
- 1983年 渡米コロラド州永住
- 1986年 コイケトラベルサービス社設立
- 2001年 KTS America LLC 設立
- 2006年 前田真三賞（風景写真社主催）最終選考作品に選ばれる（同年受賞者なし）
- 2007年 プロ写真家デビュー
- 2007年 写真展「大砂丘の声」開催 フジフォトサロン（東京・名古屋）
- 2007年～2008年 グレート・サンド・デューンズ国立公園 ビジターセンターにて写真展示 (09/2007～05/2008)
- 2008年 隔月「風景写真」誌 7・8月20周年記念号 - 「風景写真誌20年を飾った100人の写真家」の一人として掲載
- 2008年 NPO 日本農民文学会会報に「自然との協調」を主題にしたエッセイシリーズ掲載
- 2008年11月6日 信州国際音楽村 講演会「自然とつながる時」開催
- 2008年11月11日 燕三条商工会議所 講演会「自然とつながる時」開催
- 2008年 モラージュ菖蒲にて 巨大壁写真に作品 4点採用
- 2008年 モラージュ佐賀にて 巨大壁写真に作品 2点採用
- 2009年 3月24日 レインボータウンＦＭ　ラジオにゲスト出演
- 2009年9月1日～2010年1月10日  コロラド州 デンバー国際空港展示会「砂の芸術」に出展
- 2010年1月11日～　アラモサカウンティー展示会「砂漠の芸術」に出展
- 2010年 2月 隔月「風景写真」誌　3・4月号グラビア口絵掲載
- 2010年 2月 学研月刊ＣＡＰＡ誌 3月号 グラビア口絵掲載
- 2010年 3月 産経新聞 「写眼」写真作家紹介記事掲載
- 2010年 3月 産経新聞ウェブ「写眼」　写真作家紹介記事掲載
- 2010年 3月 週刊朝日 3月2日号　写真作家紹介・グラビア掲載
- 2010年 3月18日～19日 熊野霊地 和歌山県新宮市　講演会「自然とつながる時」開催
- 2010年 3月～4月 写真展「砂漠の精霊たち」開催 フジフォトサロン（東京・大阪）
- 2010年 4月3日 桜美林大アカデミー　講義 「自然とつながる時」開催
- 2010年 7月 月刊ガルヴィ誌 「地球の旅人」紹介記事掲載
- 2011年 4月 公益法人 日本写真家協会正会員入会
- 2011年 8月 月刊 フォトテクニックデジタル誌 9月号 グラビア掲載

## 受賞歴
- 2004年 愛知県瀬戸美術展 優秀賞[1]
- 2005年 愛知県瀬戸美術展 入賞
- 2006年 愛知県瀬戸美術展 優秀賞[1]

## 作風
35mm リバーサブルフイルム写真を主体に作品製作活動： 制約をあえて身にまとう形で自然体を求めて被写体に向かうスタイル。フイルム中心の作品製作と同時に時代の流れに沿ったデジタル画像のアーカイブ作りにも力を注いでいる。

## 書籍
- 写真集「大砂丘の声」（風景写真社 2008年）

## 関連書籍
- 隔月 風景写真誌 3・4月号（風景写真社 2007年) グラビア口絵掲載
- 月刊 CAPA誌 3月号(学研出版社 2007年）グラビア口絵掲載
- 隔月 風景写真誌 3・4月号（風景写真社 2010年) グラビア口絵掲載
- 月刊 CAPA誌 3月号(学研出版社 2010年）グラビア口絵掲載
- 産経新聞 「写眼」（産経新聞 2010年) 写真作家紹介記事掲載
- 週刊朝日 3月2日号 (朝日出版社 2010年）グラビア記事掲載
- 月刊ガルヴィ誌 （実業之日本社 2010年）「地球の旅人」紹介記事掲載
- 地球の歩き方 アメリカ編 （地球堂 2010年）米国西部名所写真採用掲載
- 地球の歩き方 アメリカ編 （地球堂 2011年）米国西部名所写真採用掲載
- 月刊 フォトテクニックデジタル誌 9月号(玄光社 2011年）グラビア口絵掲載